# Ronald Blair
Ronald Blair (Arlington, 23 gennaio 1993) è un giocatore di football americano statunitense che milita nel ruolo di defensive end per i San Francisco 49ers della National Football League (NFL).

## Carriera

### San Francisco 49ers
Blair fu scelto dai San Francisco 49ers nel corso del quinto giro (142º assoluto) del Draft NFL 2016. Il 27 novembre 2016 mise a segno il suo primo sack su Ryan Tannehill dei Miami Dolphins. La sua stagione da rookie si concluse disputando tutte le 16 partite, nessuna delle quali come titolare, con 16 tackle e 3 sack.
Il 3 settembre 2017, Blair fu inserito in lista infortunati. Tornò nel roster attivo il 4 novembre 2017.
Il 13 novembre 2019, Blair fu inserito in lista infortunati dopo la rottura del legamento crociato anteriore nella sconfitta per 27-24 contro i Seattle Seahawks.

## Palmarès
- National Football Conference Championship: 1

San Francisco 49ers: 2019